# Przez stepy
Przez stepy – nowela autorstwa Henryka Sienkiewicza opublikowana po raz pierwszy na łamach „Gazety Polskiej” w 1879 r.

## Treść
Główny bohater, kapitan R., z pochodzenia Polak, podczas rozmowy z towarzyszem wspomina swoje przygody z czasów gorączki złota w Kalifornii. Wtedy to jako doświadczonemu podróżnikowi i znawcy realiów Dzikiego Zachodu, powierzono mu kierownictwo wielkiej wyprawy poszukiwaczy złota. Poszukiwacze mieli wyruszyć ze wschodnich regionów Ameryki i udać się na zachód do Kalifornii. Droga miała być długa i niebezpieczna, toteż kapitan R. zdziwił się, że do grupy dołączyły trzy kobiety, z których jedna – Lilian Moriss była młoda i piękna. Celem podróży dziewczyny było spotkanie z chorym ojcem. Kapitan szybko zaprzyjaźnił się z Lilian. Ich przyjaźń wkrótce zmieniła się w miłość uwieńczoną ślubem. 
Tymczasem droga do Kalifornii była trudna i niebezpieczna. Podróżnicy musieli staczać walki z Indianami oraz bandytami zasiedlającymi ten region. Na dodatek podróż przez góry, prerie i amerykańskie pustynie okazała się bardzo ciężka i wyczerpujaca. Większość uczestników wyprawy nigdy nie dotarła do celu. Wśród zmarłych była też Lilian. Po latach R. wciąż żałuje, że nie udało mu się odszukać miejsca pochówku żony.